# Европско првенство у атлетици на отвореном 1946 — скок увис за жене
Такмичење у скоку увис у женској конкуренцији на Европском првенству у атлетици 1946. одржано је 22. августа на Бислет стадиону у Ослу. Ово је било друго Европско првенство на којем су учествовале жене.

## Земље учеснице
Учествовало је 10 такмичарки из 7 земаља.
1. Данска (1)
2. Луксембург (2)
3. Норвешка (1)
4. СССР (1)
5. Уједињено Краљевство (2)
6. Француска (2)
7. Холандија  (1)

## Рекорди
| Рекорди пре почетка Европског првенства 1946. | Рекорди пре почетка Европског првенства 1946. | Рекорди пре почетка Европског првенства 1946. | Рекорди пре почетка Европског првенства 1946. | Рекорди пре почетка Европског првенства 1946. |
| --------------------------------------------- | --------------------------------------------- | --------------------------------------------- | --------------------------------------------- | --------------------------------------------- |
| Светски рекорд                                | Фани Бланкерс-Кун, Холандија                  | 1,71                                          | Амстердам, Холандија                          | 30. мај 1943.                                 |
| Европски рекорд                               | Фани Бланкерс-Кун, Холандија                  | 1,71                                          | Амстердам, Холандија                          | 30. мај 1943.                                 |
| Рекорди Европских првенстава                  | Ибоља Чак Мађарска                            | 1,64                                          | Беч, Аустрија                                 | 18. септембар 1938.                           |

## Освајачи медаља
|                          |                        |                   |
| Ан Мари Колшан Француска | Александра Чудина СССР | Ане Иверсе Данска |

## Резултати

### Финале
| Пласман | Такмичарка        | Земља                | Резултат | Белешке |
| ------- | ----------------- | -------------------- | -------- | ------- |
|         | Ан Мари Колшан    | Француска            | 1,60     | НР      |
|         | Александра Чудина | СССР                 | 1,57     |         |
|         | Ане Иверсе        | Данска               | 1,57     | НР      |
| 4       | Фани Бланкерс-Кун | Холандија            | 1,57     |         |
| 5       | Мишлен Остермејер | Француска            | 1,57     |         |
| 6       | Трини Буркел      | Луксембург           | 1,57     |         |
| 7       | Дора Гарднер      | Уједињено Краљевство | 1,54     |         |
| 8       | Мили Лудвиг       | Луксембург           | 1.48     |         |
| 9       | Џојс Џад          | Уједињено Краљевство | 1,45     |         |
| 10      | Едит Ајерен       | Норвешка             | 1,40     |         |

## Укупни биланс медаља у скоку увис за жене после 3. Европског првенства 1938—1946.[3]
|    | Земља           | Злато | Сребро | Бронза | Укупно |
| -- | --------------- | ----- | ------ | ------ | ------ |
| 1. | Француска       | 1     | 0      | 0      | 1      |
| 1. | Мађарска        | 1     | 0      | 0      | 1      |
| 3. | Холандија       | 0     | 1      | 0      | 1      |
| 3. | Совјетски Савез | 0     | 1      | 0      | 1      |
| 5. | Данска          | 0     | 0      | 1      | 1      |
| 5. | Немачка         | 0     | 0      | 1      | 1      |
|    | Укупно {6}      | 2     | 2      | 2      | 6      |

|                                       | Земља                                 | Злато                                 | Сребро                                | Бронза                                | Укупно                                |
| Није био вишеструких освајача медаља. | Није био вишеструких освајача медаља. | Није био вишеструких освајача медаља. | Није био вишеструких освајача медаља. | Није био вишеструких освајача медаља. | Није био вишеструких освајача медаља. |
| ------------------------------------- | ------------------------------------- | ------------------------------------- | ------------------------------------- | ------------------------------------- | ------------------------------------- |